# Sibylle Margarethe von Vincke
Sibylle Margarethe von Vincke, geborene Sibylle von Hessen (* 3. Juni 1877 auf Gut Panker, Holstein; † 11. Februar 1953 in Wiesbaden) war eine landgräfliche Prinzessin aus dem Haus Hessen, Linie Hessen-Rumpenheim.

## Leben
Sibylle Margarethe von Vincke war die jüngste Tochter des Landgrafen Friedrich Wilhelm und dessen Gemahlin Anna von Preußen
und wuchs auf mit ihren Geschwistern
- Friedrich Wilhelm (1854–1888)
- Elisabeth Charlotte Alexandra (1861–1955), ⚭ 1884 Erbprinz Leopold von Anhalt
- Alexander Friedrich (1863–1945)
- Friedrich Karl (1868–1940), 1918 gewählter König von Finnland.

1896 kam es in ihrer Familie zu Auseinandersetzungen, als sie sich mit dem Freiherrn Friedrich von Vincke verlobte. Ihre Mutter unterstützte sie – abweichend vom Familiengesetz und der fürstlichen Tradition – in ihrer Liebe zu dem preußischen Offizier. Der Familienrat unter dem Vorsitz ihres Bruders Alexander Friedrich drohte mit dem Abbruch der Beziehungen. So wurde die Verlobung wieder gelöst. Als Sibylle volljährig war, fand am
3. September 1898 in der Frankfurter Weißfrauenkirche die morganatische Trauung statt. 
Sibylle erhielt von ihrer Mutter in dem Ehevertrag die Zusicherung einer finanziellen Unterstützung durch Aussteuer und Rentenzahlung. 1903 finanzierte sie den Ankauf des Landguts Rettershof. Die Familie nahm dort ihren Wohnsitz. 
Am 24. Mai 1923 wurde die Ehe, aus der die Söhne Eitel-Jobst (1899–1973) und Aftram-Dietrich (1903–1966) hervorgingen, geschieden; Sibylle nahm ihren Mädchennamen wieder an. 
Sie zog nach Bern, als das Hofgut 1927 verkauft wurde.